# Baía Formosa

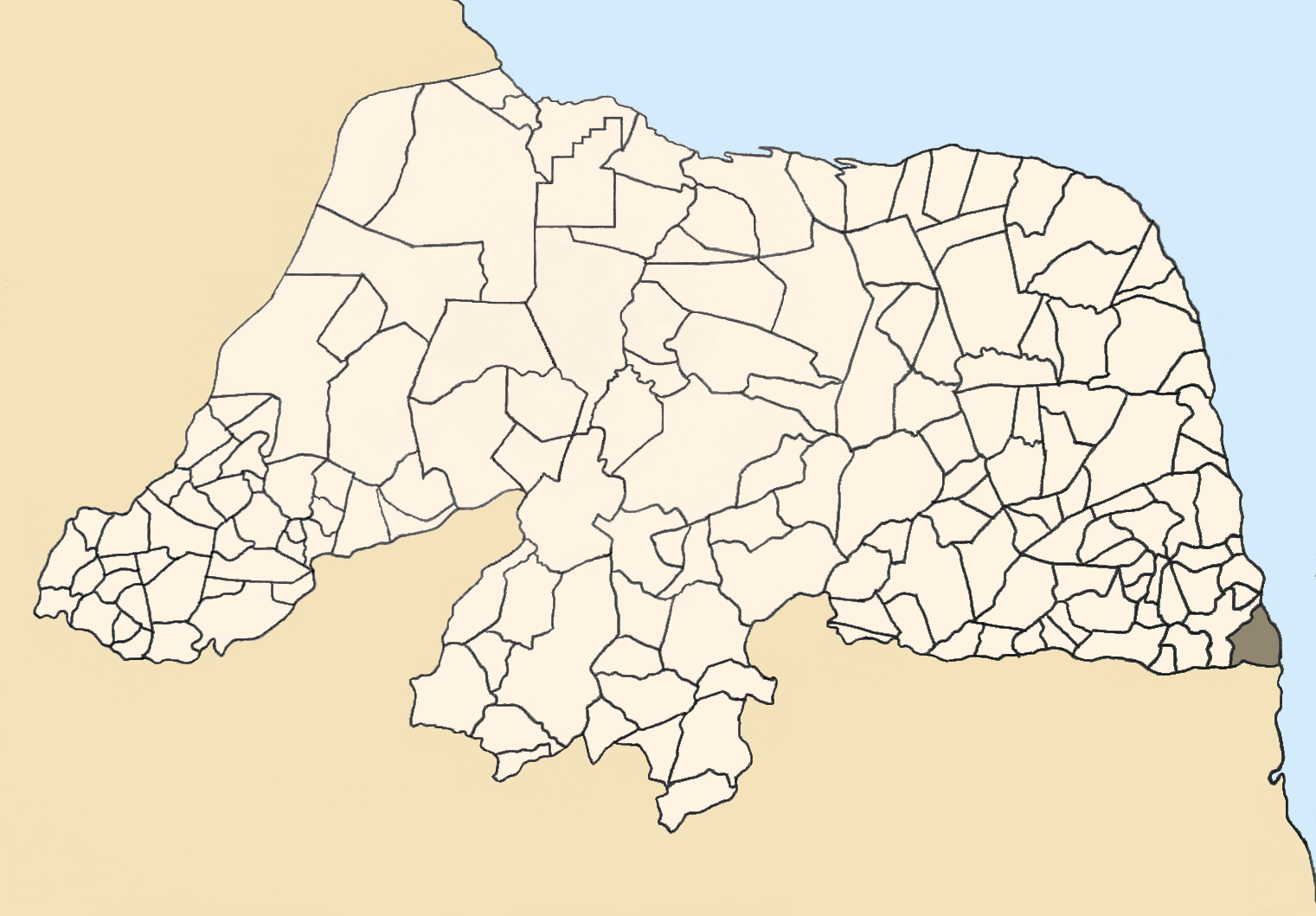
Lage von Baía Formosa in Rio Grande do Norte.

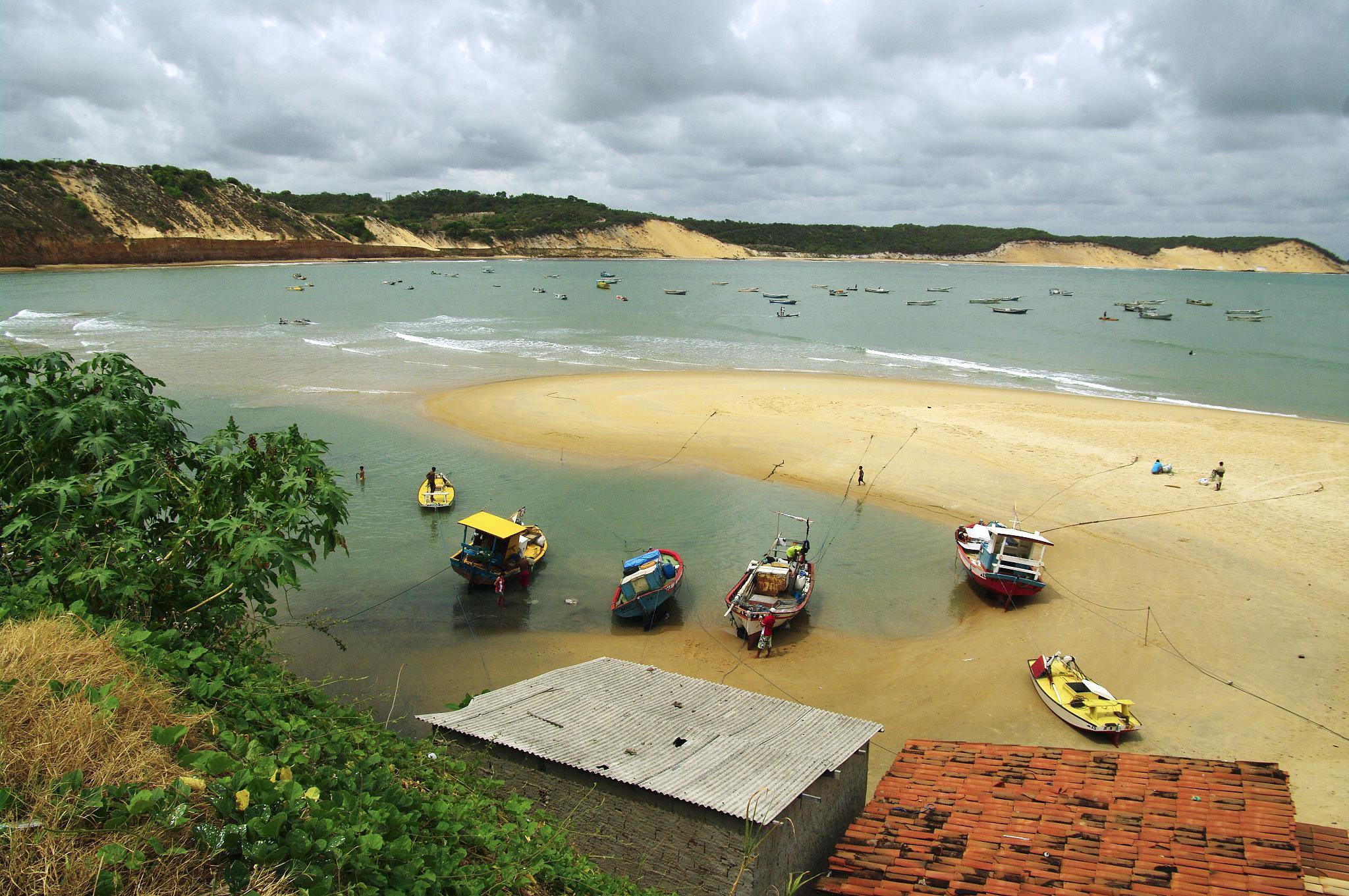
Blick auf die Bucht.

Baía Formosa, amtlich Município de Baía Formosa (deutsch Schöne Bucht, 1612 von Portugiesen so genannt), ist die südlichste Küstenstadt des Bundesstaats Rio Grande do Norte im Nordosten Brasiliens. Sie wurde 1958 als Munizip eigenständig und hatte zum 1. Juli 2020 geschätzt 9322 Einwohner auf einer Fläche von 247,484 km². Bis zur Hauptstadt Natal im Norden sind es etwa 100 km, bis nach João Pessoa im Süden etwa 120 km.
Fast alle Einwohner leben im noch ruhigen Fischerort, die Umgebung ist einsam, nach Norden sind es knapp 10 unbebaute Kilometer, nach Süden bis zum Dörfchen Sagi an der Grenze zum benachbarten Paraíba gar 15 km: eine Rarität in Brasilien, wo sandige Küsten fast überall erschlossen sind. Delfine kommen bis auf wenige Meter an das Ufer.
Baía Formosa strahlt noch die traditionelle Beschaulichkeit aus, trotz der ersten Pensionen auf der Steilküste am Rande des Stadtkerns. Wenige Kilometer landeinwärts befindet sich der Eingang zu einem privaten Naturschutzgebiet Mata Estrela mit den letzten 20 km² ursprünglichem Küstenurwald (Mata Atlântica) des Bundesstaats und einem See, der Lagoa da Araraquara, der wegen seiner  Farbe auch Lagoa da Coca Cola genannt wird. Das Hinterland wird ansonsten durch ausgedehnte Zuckerrohrplantagen bestimmt. Neben den Steilküsten ist der alte Fischerfriedhof sehenswert.
Italo Ferreira (* 1994), der Surfweltmeister 2019 und Olympiasieger 2021, kommt aus Baia Formosa.
Koordinaten: 6° 22′ S, 35° 0′ W